# قلعه بوز باشی
قلعه بوز باشی مربوط به سده‌های متاخر دوران‌های تاریخی پس از اسلام است و در شهرستان شاهرود، بخش بسطام، دهستان کلاته‌های غربی، روستای فرج واقع شده و این اثر در تاریخ ۳ خرداد ۱۳۸۶ با شمارهٔ ثبت ۱۹۱۳۷ به‌عنوان یکی از آثار ملی ایران به ثبت رسیده است.